# هاين فوس
هاين فوس (بالهولندية: Hein Vos)‏ هو قاضي واقتصادي وصحفي وسياسي هولندي، ولد في 5 يوليو 1903 في هولندا، وتوفي في 23 أبريل 1972 في نفس البلد. حزبياً، نشط في حزب العمل.

## مناصب
- انتخب وزير الشؤون الاقتصادية.
- انتخب عضو مجلس الشيوخ في هولندا.
- انتخب عضو مجلس نواب هولندا  [لغات أخرى]‏.
- انتخب Minister of Transport, Public Works and Water Management ‏.